# Gladys McConnell
Gladys McConnell (née en 1905 et morte en 1979) fut une actrice américaine du cinéma muet et une aviatrice.

## Biographie
Sa brève carrière cinématographique va de 1926 à 1930, année où elle tourna dans Le Crime de monsieur Benson, l'un des premiers films parlants après Le Chanteur de jazz.
Avec Ruth Elder, Gladys McConnell fut l'une des rares aviatrices d'Hollywood,.
Elle fut l'une des WAMPAS Baby Stars de 1927.

## Filmographie partielle
- 1926 : Elsie in New York[3]
- 1926 : The Flying Horseman[4]

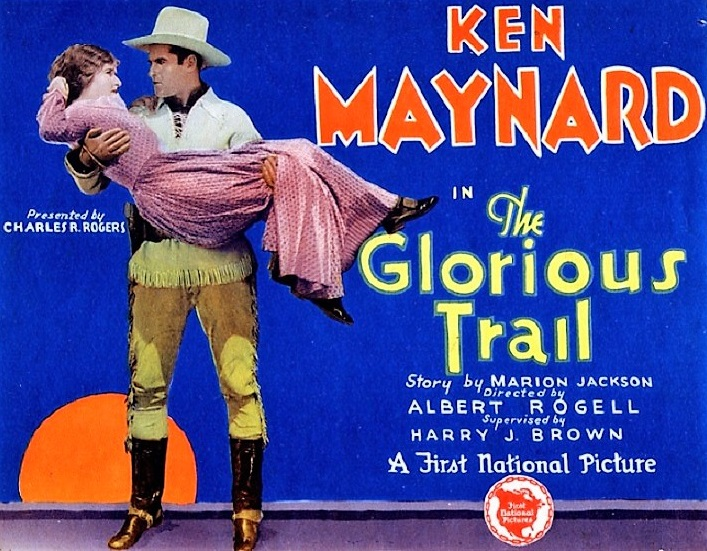
Dans The Glorious Trail en 1928

- 1926 : The Midnight Kiss d'Irving Cummings
- 1927 : Papa d'un jour (Three's a Crowd)  de Harry Langdon
- 1928 : Le Crime de monsieur Benson (The Perfect Crime) de Bert Glennon
- 1928 : The Chaser de Harry Langdon
- 1928 : The Glorious Trail (en)
- 1929 : Cheyenne
- 1930 : Parade of the West[5]